# DJMAX Tunes
〈DJMAX Tunes〉 (디제이맥스 튠즈)는 펜타비전의 대표작인 디제이맥스 시리즈에 수록된 곡들을 모은 컴필레이션 디지털 음반으로 디제이맥스 포터블 3의 발매를 기념한 음반이다. DJMAX ELECTRONIC Tunes, DJMAX ROCK Tunes, DJMAX ANIPOP Tunes, DJMAX MANIAC Tunes, DJMAX EXCLUSIVE Remixes 등 총 5개 음반으로 구성되어 있으며 각 음반에는 디제이맥스 시리즈에 수록된 곡 외에 스페셜 트랙이 들어가 있다.
〈DJMAX Tunes〉은 2011년 7월 15일, 각 디지털 음원 사이트에서 판매를 시작했다.

## 인용
1. ↑  “펜타비전, DJMAX 스페셜 앨범 'DJMAX Tunes' 발매”. 루리웹. 2011년 7월 15일.